# ゆうゆう窓口

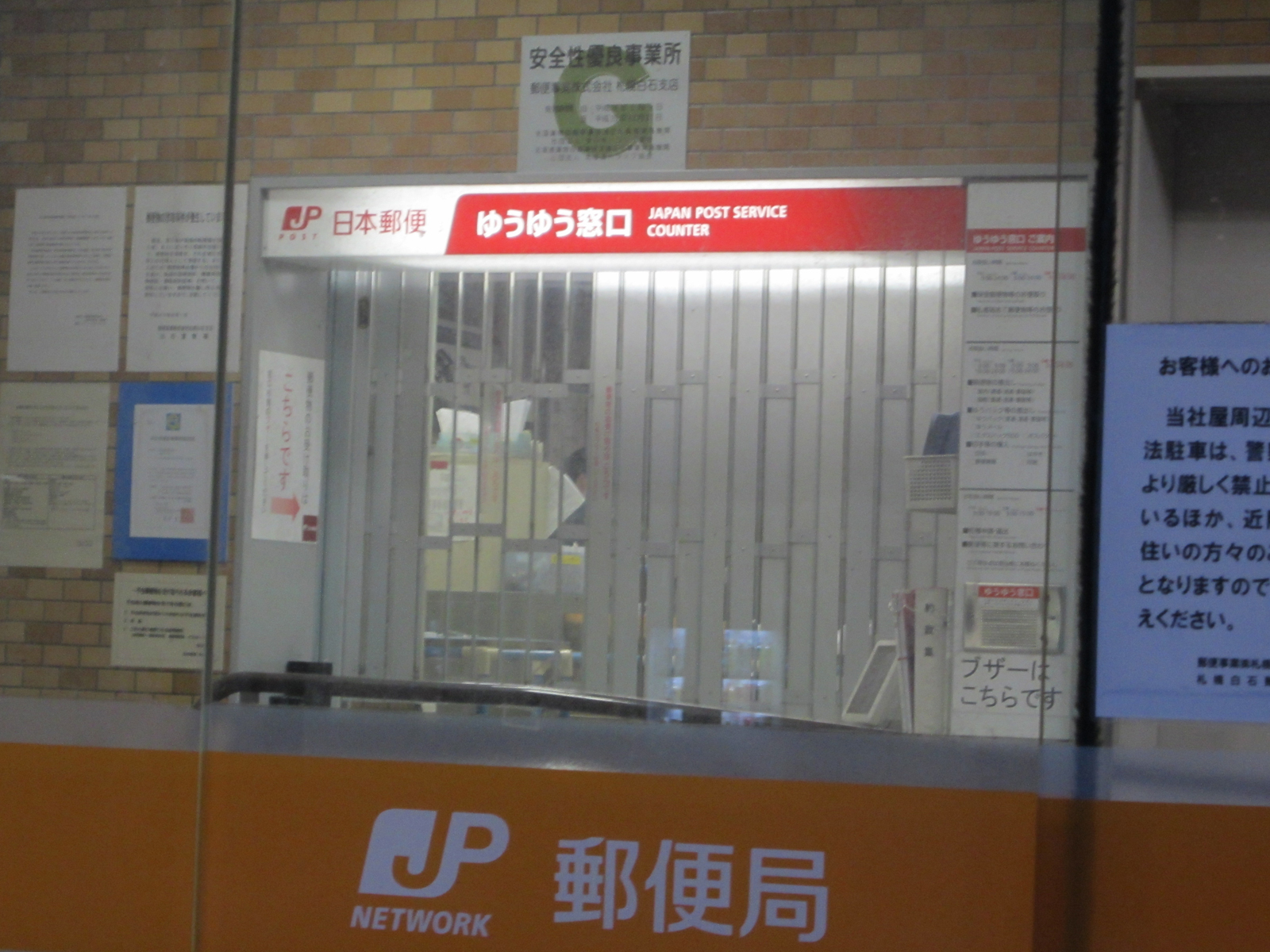
ゆうゆう窓口の例（札幌白石郵便局。写真は、郵便事業札幌白石支店時代のもの）

ゆうゆう窓口（ゆうゆうまどぐち）は日本郵便株式会社が運営する窓口。

## 概要
保管郵便物（不在持ち帰りや局留）の受け渡しのほか、郵便局の通常窓口が営業していない時間（窓口取扱時間外）や同一建物に通常の窓口が設置されていない郵便専業の郵便局では郵便物の差出しや切手・はがき類、収入印紙の販売なども行っている。全国各地における、かつての郵便事業会社の統括支店または支店だった郵便局に設置されている（ターミナル支店およびそれに准ずる分室は例外）。
国営時代には、全国の集配郵便局に設置されていたが、2007年10月1日の郵政民営・分社化までに、旧公社統括センターがある郵便局を除き廃止された。また、かつての郵便事業会社の支店・分室が併設されていない局にゆうゆう窓口が設置されていることもあった。
2012年10月1日の日本郵便発足に伴って多少位置づけが変わり、東日本大震災の影響で分割状態にある陸前高田郵便局郵便分室を除く分室設置のものを除き、旧郵便事業支店前身の局に併設ないしは単独で設置される窓口であるとともに、設置局は事実上の地域の基幹局扱いの位置づけとなっている。

## ゆうゆう窓口の取扱業務
郵便局により異なるが、ここでは主な郵便局の窓口での取扱いを挙げる。なお、くじ付郵便はがき・切手（お年玉付郵便はがき・年賀切手やかもめ〜る）の景品交換、はがき・切手の書損交換等は、各窓口とも受け付けていない。
- 通常郵便物・速達郵便物差出し・書留郵便物差出し
- 切手、収入印紙等の販売
- 電子郵便（レタックス）
- ゆうパック（チルドゆうパックを含む）
- 国際郵便物（航空郵便物及び国際スピード郵便物）
- 保管郵便物・不在留置郵便物・本人限定受取郵便物（基本型[注 1]）の受取（特定事項伝達型の本人限定受取郵便物の交付を含む）
- 支店への申請・届出の受付
- 私書箱の設置
  - ただし、局の立地場所によっては、旧集配センター局だった集配局だけでなく、民営化前の時点で無集配局だったところでも、私書箱設置がある特殊なケースも存在する。

## 設置局・開設時間
上述の外部リンクによってゆうゆう窓口の設置有無や開設時間を検索することが可能である。
設置局の営業時間は、多くの局で平日は19時、土日および休日は18時までとなっているが、平日のみ21時まで営業している局もある。
以前は集配普通郵便局の多くが24時間営業だったが、2021年4月現在、24時間営業局は存在しない。

## 民営化による影響

### 郵便事業時代
2007年10月1日から、ゆうゆう窓口は郵便事業会社が運営する事になり、不在郵便物の交付や転居等による郵便物の転送手続きなど郵便事業に関する各種申請受付は郵便事業会社が行っていた事もあって、ゆうゆう窓口が設けられている郵便事業会社の支店においては、その建物に併設されている郵便局会社の郵便窓口では不在郵便物の受け取りや各種手続きは出来ないとされた。そのため、ゆうゆう窓口自体が最大24時間営業となり、郵便局の郵便窓口営業時間中であってもゆうゆう窓口が営業しているということになっていた（業務内容は時間帯によって差があるにしても、窓口自体は時間外のみの営業ではなくなったため民営化前の「時間外窓口」という概念は廃止された）。
ゆうゆう窓口のある郵便事業会社の支店においては、併設の郵便局会社における郵便窓口営業中は、ゆうゆう窓口では切手類の販売や郵便物の引き受けなど郵便局会社と重複する業務を扱わないため、郵便窓口営業時間中に不在郵便物を受け取ると同時に切手を買うなどの場合は、郵便事業会社のゆうゆう窓口と郵便局会社の郵便窓口との両方に並ばなければならなくなった（民営化に先行し、順次窓口の分離を実施した）。
なお、書留郵便のひとつである「本人限定受取郵便物 特定事項伝達型」など、一部の特殊郵便に関しては、民営化後に「支店」での受取しかできなくなった。これは、ゆうゆう窓口がその地域を統括する「支店」にしか設置されなかったことによる。民営化前に「郵便局」として運営されていた局でも、近隣の市町村にある郵便局と統合され「集配センター（郵便局株式会社　○○郵便局）」扱いになったところと、本来民営化前に「局」扱いだったところでも「格下げ」になっているところでは、上記のような特別な郵便物は受取れないようになっている。ゆうゆう窓口がない「集配センター」扱いの局では、土日祝祭日の荷物の受取や郵便物の発送はできない。

### 現在（日本郵便発足後）
2012年10月1日、郵便局株式会社が郵便事業株式会社を吸収合併し、日本郵便株式会社が発足した事により、これまでの郵便局株式会社及び郵便事業株式会社の両拠点とも原則「郵便局」となったため、新仙台郵便局などの郵便単独拠点を除き再び「夜間窓口」の役割となったが、新岩槻郵便局を除き、旧郵便事業支店前身の郵便局が「ゆうゆう窓口設置局」の扱いとなる。
日本郵便発足に伴い、事実上、分室を除き、集配業務の廃止イコールゆうゆう窓口の閉鎖という位置づけとなっている。
また情報通信へのシフト加速による郵便物取扱量減少により、地域区分局のみならず、集配担当局、旧集配センターに由来する配達専門局の業務整理統合も進められていることから、ゆうゆう窓口残置の郵便局でも通常窓口営業と併せた24時間受付を取り止める設置郵便局が更に増えている。
2021年4月1日より、営業時間が平日は19時、土日および休日は18時までに短縮され、24時間営業局においても開始時間が7時に変更された。一部の局では、平日のみ21時まで営業している。これにより、24時間営業しているゆうゆう窓口は廃止された。